# مات براون (لاعب كرة قدم أمريكية)
مات براون (بالإنجليزية: Matt Brown)‏ هو لاعب كرة قدم أمريكية أمريكي، ولد في 28 يوليو 1989 في بالتيمور في الولايات المتحدة.